# Palau Sant Jordi
Palau Sant Jordi (katalanska: /pəˈɫaw ˈsaɲ ˈʒɔrði/, "Sankt Görans palats") är en inomhusarena (multiarena) i Barcelona (Katalonien/Spanien). Den är belägen på berget Montjuïc och byggdes som del av den olympiska parken inför Olympiska sommarspelen 1992. Arenan används främst för inomhusidrott och konserter och har två gånger varit värd för VM i simsport, senast 2013.

## Historik och beskrivning
Arenan har en formgivning av den japanske arkitekten Arata Isozaki och invigdes 21 september 1990. Den har en läktarkapacitet på upp till 17 000 för basket och upp till 18 000 (alternativt upp till 24 000[källa behövs]) vid konserter. Den har en utformning med ett välvt metalltak, flyttbara läktare och golvmaterial, som gör den till en flexibel multiarena. Den kan vid behov delas upp i två separata inomhusarenor. Palau Sant Jordi har en maximal spelyta på 4 500 kvadratmeter.

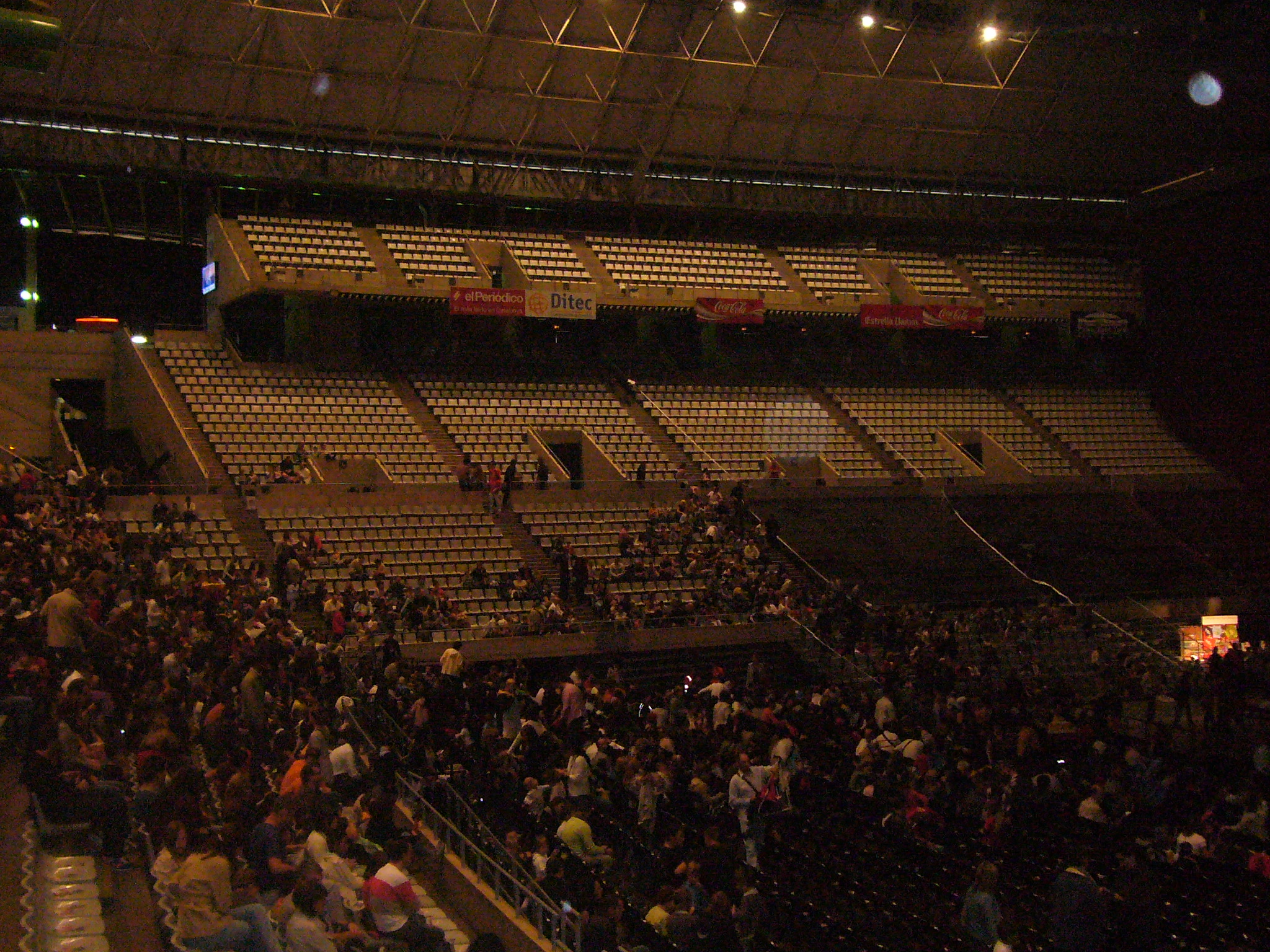
Läktarbild från Palau Sant Jordi (2010).

Under sommar-OS 1992 användes Palau Sant Jordi till tävlingarna i gymnastik, handbollsfinalen och volleybollfinalen. På grund av sin utformning och centrala placering i komplexet sågs den som spelens "juvel". Sedan dess har arenan kommit att nyttjas till en mängd olika sportevenemang, liksom för musikkonserter, mässor och andra kulturevenemang. Den är idag den mest använda av de olympiska anläggningarna från 1992 på Montjuïc.

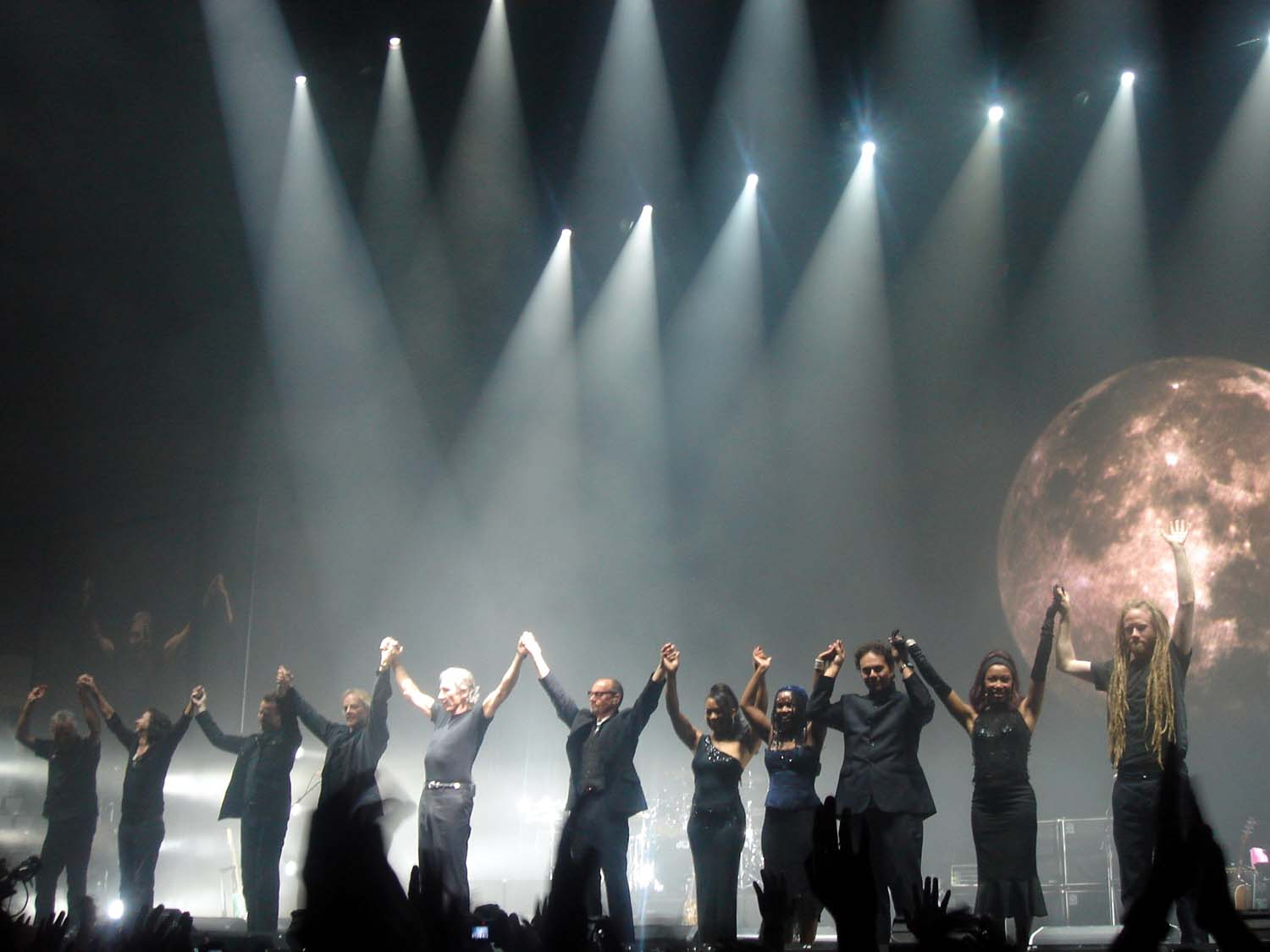
Arenan är ofta plats för konserter. 2007 var Roger Waters här på sin Dark Side of the Moon live-turné.

Palau Sant Jordi har ett antal gånger varit värd för stora basketevenemang, liksom för motorcykeltävlingar. 2011 förlades big air-delen av VM i snowboard till arenan, som vid tillfället försetts med en 31 meter lång snöklädd ramp/backe. Både 2003 och 2013 installerade man en 50x25x3 meter stor simbassäng, då man var värd för årets världsmästerskap i simsport.
Som den största inomhusarenan i Barcelonaområdet har Palau Sant Jordi sedan sin invigning varit del av många världsturnéer. Här kan nämnas Madonna (2001 och 2012), Shakira (2007 och 2010), Rihanna (2011 och 2013), Depeche Mode (dubbelkonserter 2009) och Lady Gaga (2010 och 2012). 14 juni 1991 fylldes arenan av 22 000 åskådare, då de katalanska rockgrupperna Els Pets, Sau, Sopa de Cabra och Sangtraït arrangerade multikonserten La gran nit del Sant Jordi ("Sankt Görans stora natt"). Detta var den dittills största publiken på en europeisk inomhuskonsert.

## Större evenemang (urval)
| - 1990 – McDonald's Basketball Open - 1995 – Inomhus-VM i friidrott - 1997 – Eurobasket - 1998 – Euroleague Final Four (basketboll) - 2000 – Davis Cup-finalen (Spanien–Australien) - 2003 – VM i simsport - 2003 – Euroleague Final Four (basketboll) - 2009 – Davis Cup-finalen (Spanien–Tjeckien) - 2010 – Euroleague Final Four (basketboll) - 2011 – VM i snowboard (Big Air) - 2013 – VM i handboll (herrar) - 2013 – VM i simsport | - 1991 – Els Pets/Sau/Sopa de Cabra/Sangtraït (La gran nit del Sant Jordi) - 2001 – Madonna, Drowned World Tour - 2002 – MTV Europe Music Awards - 2007 – Shakira, Oral Fixation Tour - 2009 – Depeche Mode, Tour Of The Universe - 2009 – AC/DC, Black Ice World Tour - 2009 – Beyoncé, I Am... World Tour - 2010 – Kiss, Sonic Boom Over Europe Tour - 2010 – Lady Gaga, The Monster Ball Tour - 2011 – Kylie Minogue, Les Folies 2011 World Tour - 2011 – Rihanna, Loud Tour - 2011 – Red Hot Chili Peppers - 2013 – Justin Bieber, Believe Tour |